# ジョエル・グラント
ジョエル・グラント（Joel Grant、1987年8月27日 - ）は、イングランド・ロンドンイーリング区アクトン出身の元プロサッカー選手。元サッカージャマイカ代表。現役時代のポジションはFW。

## 経歴

### 代表
2006年6月にフル代表初招集。2014年5月のセルビア戦で代表デビューを果たした。6月にロンドンで開催されたエジプト戦で代表初ゴールをマーク。
2016年6月、負傷離脱したサイモン・ドーキンスに代わってコパ・アメリカ・センテナリオ参加メンバーに選出された。

#### ゴール
2016年5月27日現在
| No | 開催日        | 開催地               | 対戦国   | スコア | 結果 | 試合概要 |
| -- | ------------- | -------------------- | -------- | ------ | ---- | -------- |
| 1  | 2014年6月4日  | ロンドン             | エジプト | 2–1    | 2–2  | 親善試合 |
| 2  | 2016年5月27日 | ビニャ・デル・マール | チリ     | 2–1    | 2–1  | 親善試合 |

## 所属クラブ
ユース
- ワトフォードFC

プロ
- ワトフォードFC 2005-2007

→ オールダーショット・タウンFC 2006-2007 (loan)
- オールダーショット・タウンFC 2007-2008
- クルー・アレクサンドラFC 2008-2011
- ウィコム・ワンダラーズFC 2011-2013
- ヨーヴィル・タウンFC 2013-2015
- エクセター・シティFC 2015-2017
- プリマス・アーガイルFC 2017-2020
- スウィンドン・タウンFC 2020-2021
- グリムズビー・タウンFC 2021-2022
- ナントウィッチ・タウンFC 2022-2023

## タイトル
オールダーショット
- カンファレンス・ナショナル: 2008
- カンファレンスリーグカップ: 2008

ジャマイカ代表
- カリビアンカップ: 2014